# Geografía de las Islas Marshall

Situación de las lslas Marshall en el océano Pacífico

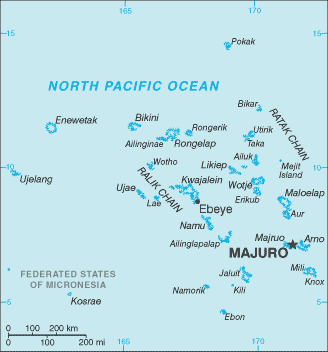
Mapa de las Islas Marshall.

Las Islas Marshall consisten en 29 atolones y cinco islas mayores, que forman dos grupos paralelos: la cadena "Ratak" (amanecer) y la cadena "Ralik" (ocaso). Dos tercios de la población de la nación vive en Majuro y Ebeye. Las islas exteriores están escasamente pobladas debido a la falta de empleo y al pobre desarrollo económico.
Los atolones Bikini y Enewetak son antiguos sitios de pruebas nucleares de EE UU. El atolón de Kwajalein, con siete islas de 6,3 km² de superficie y la laguna más grande del mundo, con 840 km², es un lugar de prueba de misiles norteamericanos.

## Localización
Oceanía, grupo de atolones y arrecifes en el Océano Pacífico norte, aproximadamente a mitad de camino entre Hawái, al este, y Papúa Nueva Guinea, al oeste. Comparte fronteras marítimas con Micronesia y Kiribati.

## Visión general

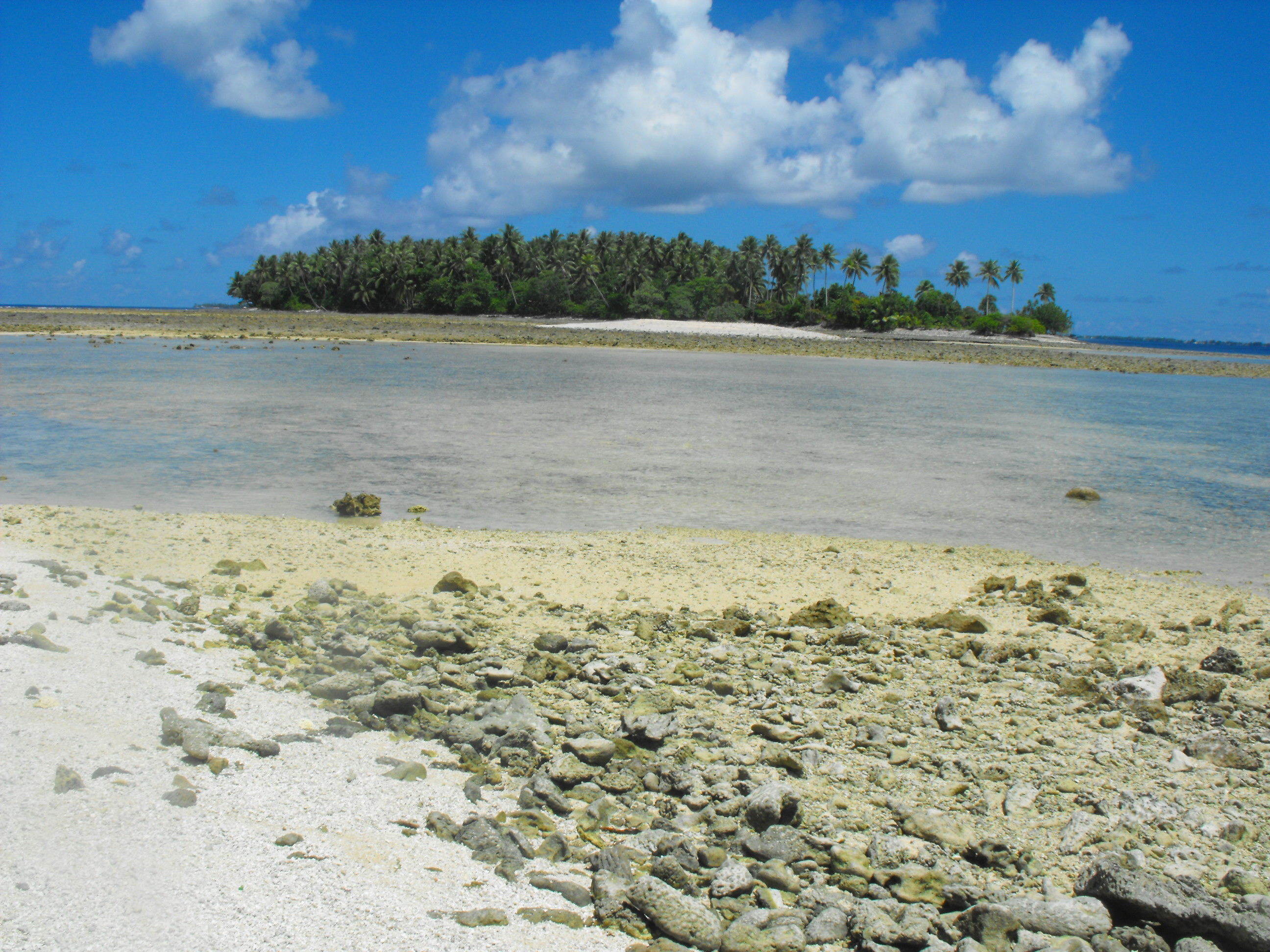
Islote Bikrin, en al atolón Majuro.

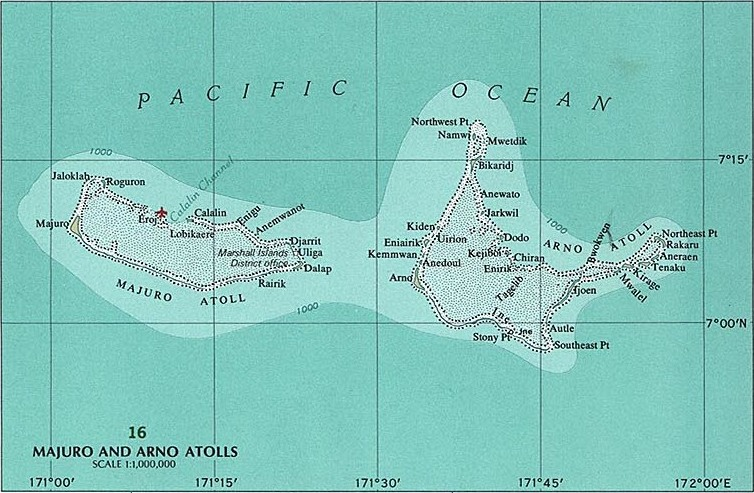
Atolones de Majuro y Arno

La República de las Islas Marshall se ubica al noreste de Australia, específicamente al norte de Nauru y al este de Micronesia. Tiene 370,4 km de costa y también tiene como único puerto importante a Majuro que es la capital. Tiene una altura máxima de 10 metros, y por eso es un país en peligro de desaparecer a causa del aumento del nivel del mar.
Está compuesta por dos archipiélagos llamados Ralik y Ratak; algunos arrecifes coralinos que apenas emergen sobre dos cordilleras volcánicas submarinas integrantes del Cinturón de fuego del Pacífico que en total suman unas 1152 islas del Pacífico agrupadas en 34 atolones y 870 arrecifes. Esa dispersión insular abarca un área marítima de aproximadamente un millón de km², sin embargo el área emergida no supera los 176 km².

Estas islas en su mayoría apenas sobresalen del nivel del mar, esto hace que el ascenso de 0,59 m del nivel del océano Pacífico para el año 2011 inunde gran parte del territorio durante las pleamares, y se teme que casi todo el territorio (de un modo similar al que les ocurre a otros pequeños países insulares de pocas altitudes como Vanuatu, Maldivas, Kiribati, Tuvalu o gran parte de Carolinas) corran el riesgo de quedar sumergidos con el aumento del nivel oceánico debido al calentamiento global.
El grupo insular de la cadena Ralik o Ralic (en el suroeste) incluye los atolones Ujelang, Enewetak, Bikini, Ujae, Jaluit, Kwajalein, Rongelap, Namu, Ebeye, Ailingalap, Ebon, Wotho, Rongerik, Namorik, Likiep; el grupo de la cadena Ratak o Ratac (en el noreste) incluye a las pequeñas islas de Taongi, Bikar, Mejit, Likiep, Wotje, Erikub, Enetewak, Maloelap, Aur, Majuro (donde está la capital formada por la pequeña aglomeración aldeana de Delap, Uliga y Djarrit.
Debido a las malas condiciones, la escasez de lluvias y la contaminación nuclear, 24 de los atolones están deshabitados, entre ellos: Ailinginae, Bikar, Bikini, Bokak, isla Jemo, Atolón Knox, Rongerik, Toke y Ujelang.

## Clima

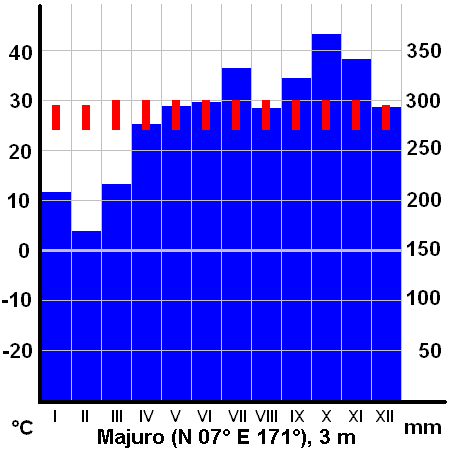
Climograma de Majuro

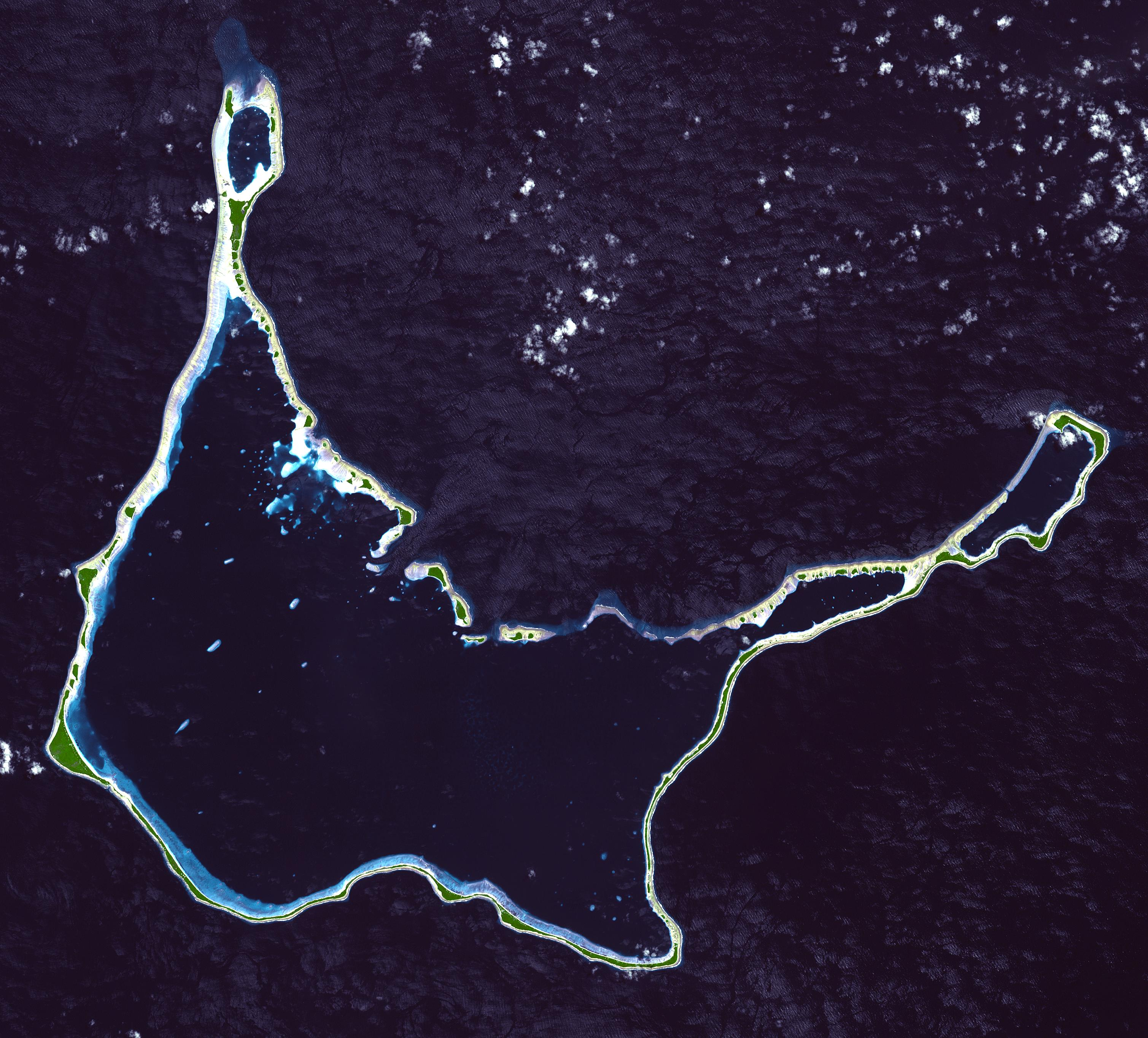
Atolón Arno, al sur de las Islas Marshall. Está formado por 103 islas y tres lagunas, la mayor de 400 km².

El clima de las islas Marshall es tropical, caluroso todo el año, con pocas variaciones de temperatura. Los vientos constantes suavizan la sensación de calor. La única diferencia se da en las precipitaciones, ya que es un país extendido de norte a sur en torno al ecuador. Las islas centrales y meridionales son lluviosas todo el año, de clima ecuatorial; en cambio, las islas septentrionales, al norte del paralelo 10 (Enewetak, Bikini, Rongelap, Taka, Utirik y Taong), tienen una estación relativamente más seca de diciembre a abril, con una media de 1500 mm, máximos de agosto a octubre (200 a 250 mm por mes) y mínimos de enero a marzo, con menos de 40m mm por mes. Los años de La Niña, las lluvias descienden en todo el país, provocando sequía en la parte norte. Las lluvias aumentan hacia el sur, llegando a 2500 mm en el atolón Kwajalein, donde incluso entre enero y marzo no baja de los 100 mm mensuales.
En Enewetak, un atolón de 6 km² formado por 40 islotes y una laguna interior donde se hicieron pruebas nucleares, en el norte del país, caen unos 1410 mm anuales, con más de 200 mm en septiembre y octubre, y 30 y 25 mm en enero y febrero respectivamente, aunque los días de lluvia no bajan de diez en febrero, con chaparrones intensos pero muy cortos, y suben a 22 días en octubre. Las temperaturas oscilan entre los 25 y 31.oC de los meses lluviosos y los 24 a 29-30.oC de los meses secos, con diferencias apenas perceptibles por la humedad.
En la capital, Majuro, en un atolón de 64 islas que cubren solo 9,7 km² y una laguna de 250 km², al sur, caen unos 3355 mm anuales de precipitación, con un mínimo de 180 mm en febrero y un máximo de 360 mm en octubre. Las temperaturas, constantes todo el año, se mantienen entre los 25.oC de mínima y los 30.oC de máxima.
Los tifones suelen darse entre abril y diciembre, con más frecuencia entre agosto y noviembre, y más raramente entre enero y marzo. Suelen formarse en esta región y afectan principalmente al sudeste asiático, hacia donde se dirigen.

## Coordenadas geográficas
9°00′N 168°00′E / 9.000, 168.000
Área:

total:
181.3 km²

tierra:
181.3 km²

agua:
0 km²

nota:

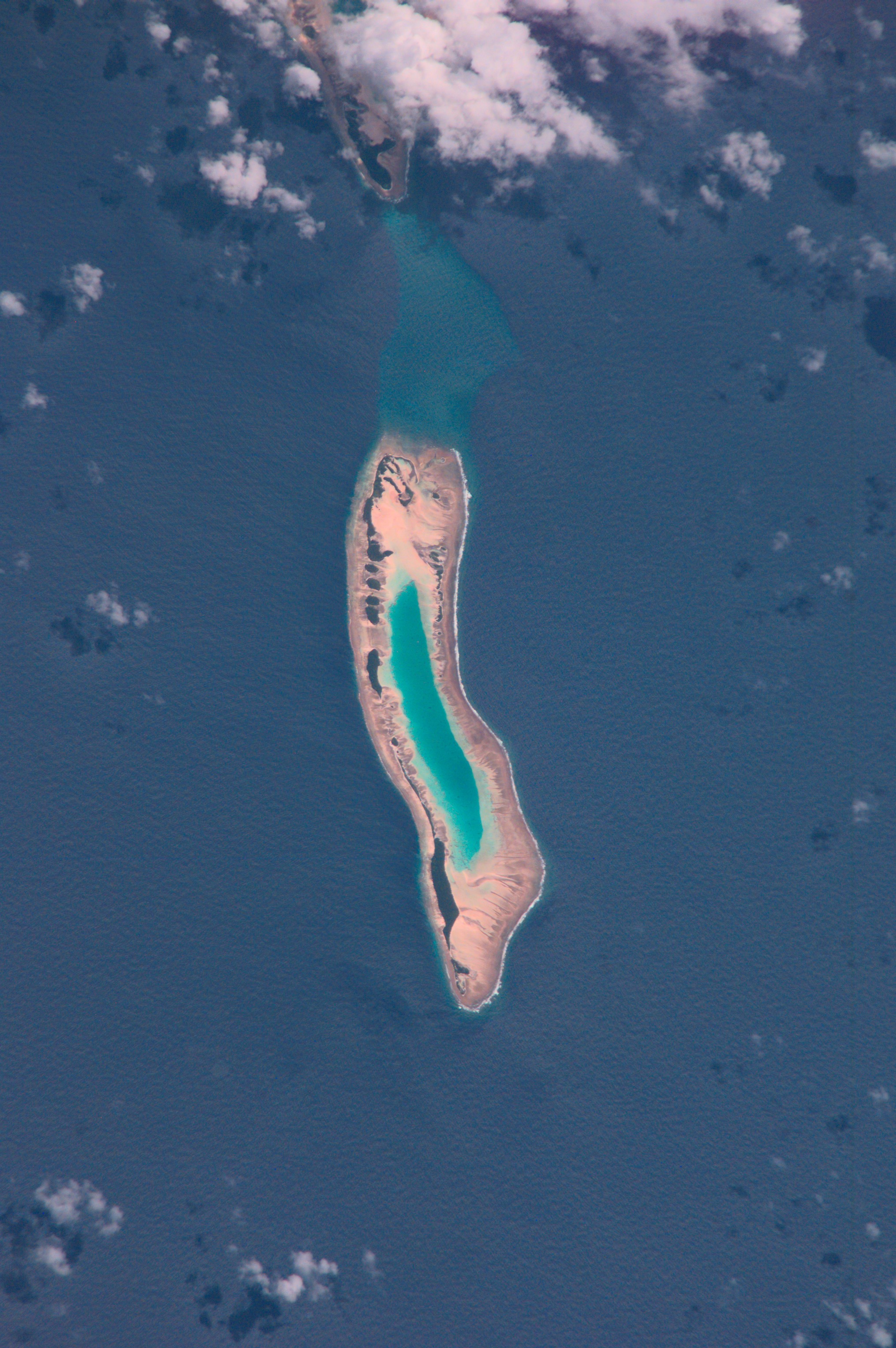
Atolón Knox, el más meridional de las islas Mashall, con 18 islotes de apenas 1 km² rodeando una laguna alargada de norte a sur de 3,4 km² rodeada por una playa de arena que une el conjunto.

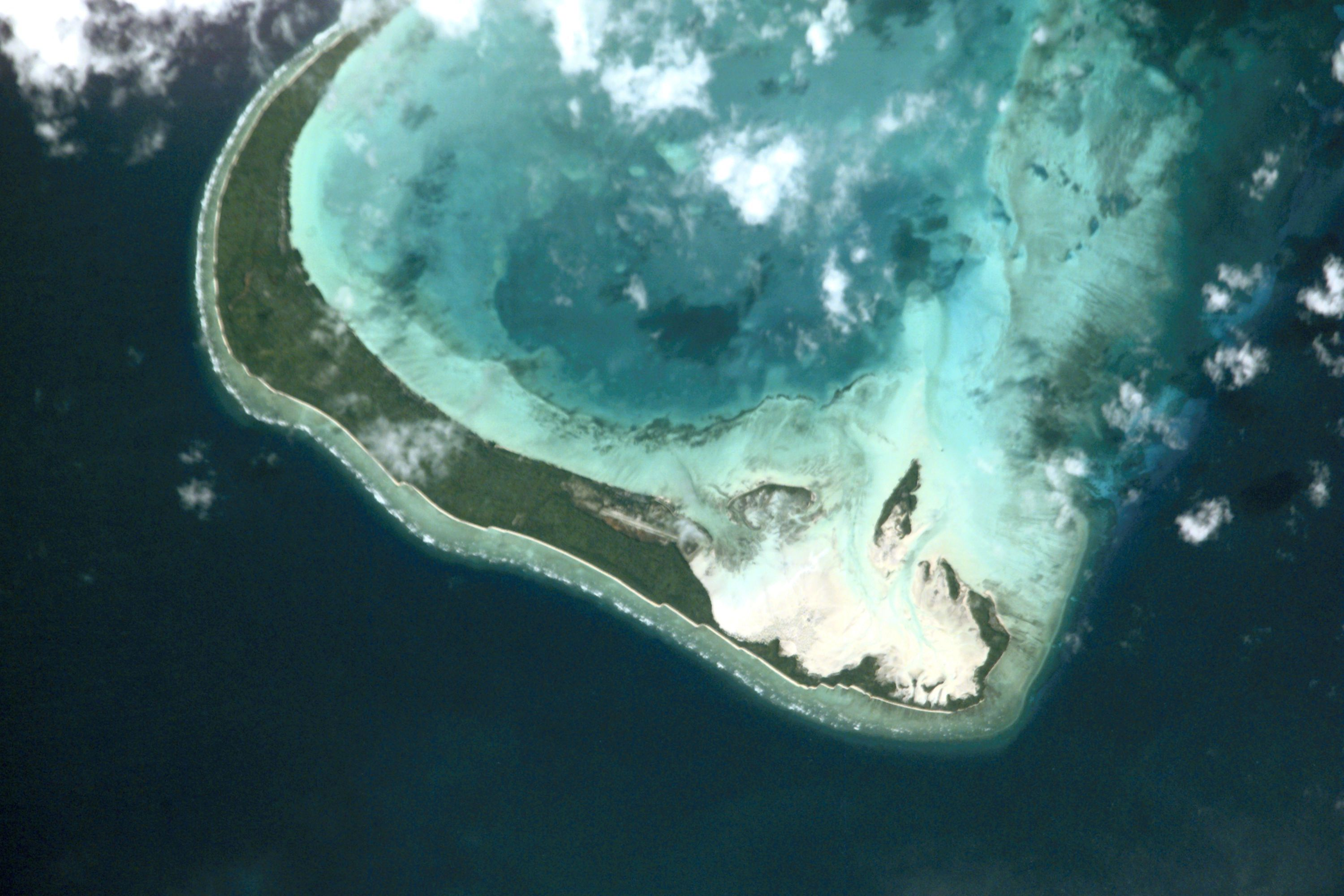
Atolón Namorik, sitio Ramsar.

se incluyen los atolones de Bikini, Enewetak, y Kwajalein
Área - comparación:
aproximadamente del tamaño de Washington D. C.
Fronteras terrestres:
0 km
Línea costera:
370.4 km
Reclamos marítimos:

zona contigua:
24 nm

zona exclusiva económica:
200 nm

mar territorial:
12 nm
Clima:
temporada húmeda de mayo a noviembre; cálido y húmedo; las islas bordean una línea de tifones
Terreno:
corales bajos de piedra caliza e islas de arena
Puntos de elevación:

más bajo:
Océano Pacífico 0 m

más alto:
lugar sin nombre en Likiep 10 m
Recursos naturales:
depósitos de fosfato, productos marinos, minerales profundos en el relieve oceánico
Uso de la tierra:

tierra cultivable:
0%

pastos permanentes:
60%

pasturas permanentes:
0%

bosques:
0%

otros:
40%
Tierra irrigada:
NA km²
Amenazas naturales:
tifones ocasionales
Medio ambiente - problemas actuales:
suministro inadecuado de agua potable
Medio ambiente - acuerdos internacionales:

toma parte en:
Biodiversidad, Cambio climático, Desertificación, Ley del mar, Protección de la capa de ozono, Polución por barcos

firmado, aún no ratificado:
Protocolo de Kioto sobre el cambio climático
Geografía - nota:
dos cadenas de islas de 30 atolones y 1152 islas; anteriormente, Bikini y Enewetak fueron lugar de pruebas nucleares por EE. UU.; Kwajalein, el famoso campo de batalla de la Segunda Guerra Mundial, ahora es utilizada por EE. UU. para pruebas de alcance de misiles

## Áreas protegidas de las Islas Marshall
Según la IUCN, en las Islas Marshall hay 16 zonas protegidas que ocupan 34 km² de superficie terrestre, el 11,92% del territorio, y 5388 km² de superficie marina y costera, el 0,27% del total de 2.004.587 km² que pertenecen al país. Doce de ellas tienen la denominación de área de conservación. Además, hay 2 sitios Ramsar, el área de conservación del atolón Jaluit y el atolón Namorik.
En octubre de 2011, el gobierno declaró el área marina de las islas, unos 2 millones de kilómetros cuadrados, santuario de tiburones, el mayor del mundo. Todos los tiburones capturados por error en las islas deben ser liberados.